# Cuenca Kane
La cuenca Kane (en inglés, Kane Basin) es uno de los cuerpos de mar del Ártico, situado entre Groenlandia y la isla de Ellesmere, la más septentrional de las islas del archipiélago ártico canadiense. Es el segundo de los tramos del estrecho de Nares —un estrecho que une bahía Baffin, al sur, con el mar de Lincoln, uno de los brazos del océano Ártico, al norte— y conecta el estrecho de Smith, al sur, con el canal Kennedy, al norte. 

## Geografía
Las aguas de la cuenca Kane forman parte del estrecho de Nares, y comienzan pasado el Smith Sound, entre cabo Sabine (costa oriental de isla Ellesmere) y punta Caim (costa occidental de Groenlandia), de unos 40 km de anchura. Acaba cuenca Kane en las aguas del canal Kennedy, entre cabo Lawrence (Ellemesre) y cabo Jefferson (Groenlandia), de unos 35 km de anchura. Tiene aproximadamente 180 km de longitud en dirección SE-NO y unos 130 km en su parte más amplia. 

### Ribera occidental
La ribera occidental comienza en cabo Sabine, un cabo situado en la ribereña isla Pim, y sigue un cortísimo tramo en dirección NE hasta cabo Rutherford, donde recibe las aguas de la profunda bahía Buchanan. La bahía Buchanan bordea el norte de las penínsulas de Johan y Thorwald y el sur de las de Knud y Bache. Es un entrante de unos 75 km, en dirección oeste, en el que se encuentran los fiordos Alexandra, Hayes, Jokel (y en su final el glaciar Stygge), Beitstud y Flager. En sus aguas hay bastantes islotes, sobre todo en las bocas de los fiordos Flager y Hayes.
Sigue la costa de cuenca Kane al otro lado de bahía Buchanan, en la península de Bache, en dirección norte, con cabo Albert, la pequeña bahía Bartlett y punta Victoria, donde comienza bahía Princesa Marie. La bahía Princesa Marie se adentra también en dirección oeste unos 80 km, bordeando la parte norte de la península de Bache, y en ella están las bahías interiores de Sawyer (con el glaciar Benedict), Woodward (bordeando la pequeña península de Cook) y Copes (con el glaciar Parrish). Siguiendo al norte, al otro lado de Princesa Marie, está el cabo Harrison, donde la costa gira en dirección NE, con cabo Prescott, cabo Hawks, bahía Dobbin (un entrante en dirección NNO de unos 55 km, con el glaciar Eugenie), la península de Darling (con el cabo Luis Napoleón, el cabo Fraser, el cabo Knorr y la pequeña bahía Scoresby), el cabo Collinson, la bahía John Richarson (hacia el oeste, unos 50 km, con varios glaciares), el cabo Wilkes, la estrecha bahía Rawlings (que se adentra en dirección norte unos 40 km) y finalmente el cabo Lawrence.

### Ribera oriental
En la ribera oriental, en Groenlandia, la costa comienza bordeando la tierra de Inglefield, desde punta Pynt, y sigue en dirección noreste, con bahía Force, cabo Grinnel, bahía Rensselay, la pequeñísima bahía Bancroft, cabo Taney, bahía Marshall, cabo Russell y cabo Kent. Gira casi en dirección este, un tramo con bahía Dallas, cabo Scott y hasta cabo Agassiz, un tramo corto con muchos entrantes e islotes costeros, como las islas Bonsall y las McGarry. La costa gira nuevamente en dirección NNE, con la recta bahía Peabody, que bordea el gran glaciar Humboldt (con una lengua de más de 90 km de anchura), pasado el cual está bahía Benton, y cabo Clay. La costa se vuelve y cierra en dirección oeste, bordeando la tierra de Washington, con el fiordo Cask, bahía Wright, cabo Jackson, bahía Morris, cabo madison y cabo Jefferson, el inicio del canal Kennedy.

## Historia

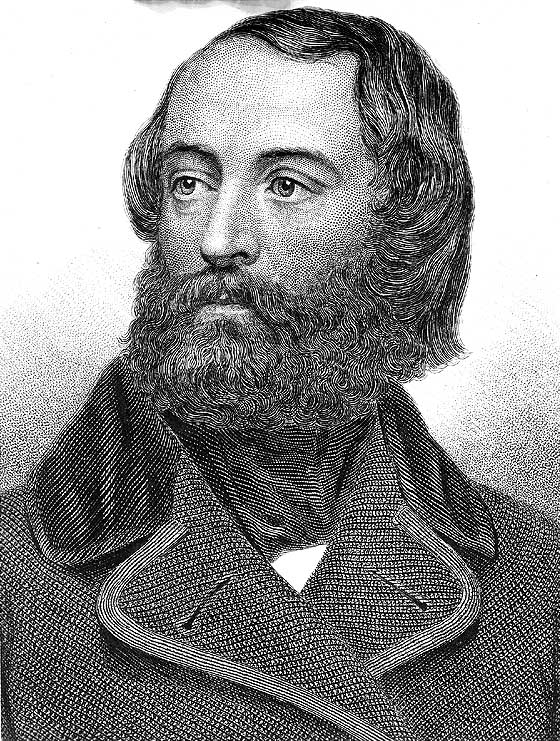
Elisha Kane.

Lleva su nombre en reconocimiento de su primer navegante, el estadounidense Elisha Kent Kane, que surco sus aguas en su segunda expedición al ártico en busca de la expedición perdida de Franklin. Partió de Nueva York el 30 de mayo de 1853, con el barco Advance, y tras navegar el Smith Sound, debió de buscar refugio el 24 de agosto en Van Rensselaer Harbor (78°37′N 70°40′O / 78.617, -70.667). Debió de pasar allí 22 largos y difíciles 
meses y el 20 de mayo de 1855 abandonaron el barco, arrastrando los botes salvavidas y los trineos para recorrer más de 80 km por un rugoso y difícil campo de hielo. Luego debieron navegar por aguas muy peligrosas, entre icebergs y hielo, hasta que fueron avistados por un ballenero danés en bahía Melville, más de 600 km al sur, que les llevó de regreso a Upernavik el 6 de agosto.
Dos de los miembros de la expedición, Hans Hendrik y William Morton, en un reconocimiento a pie a través de la costa groenlandesa, consiguieron alcanzar la parte sur del cabo Constitución el 24 de junio de 1854 (alrededor de 80°35'N), en la ribera oriental del canal Kennedy. Desde una altura unos 460 m, mirando al norte, vieron abiertas las aguas tan lejos como su vista podía alcanzar: habían encontrado el canal de Kennedy abierto, una condición que se da nueve de cada diez años, y que ellos supusieron llevaba directo al esperado mar polar abierto («Open Polar Sea»). Ese descubrimiento abrirá el camino hacia el ansiado mar polar abierto, el mar polar libre de hielo que se creía estaba más allá de Groenlandia. 
La búsqueda de Franklin fue infructuosa, pero Kane aumentó mucho los conocimientos de las tierras árticas. Sus observaciones fueron más valiosas y completas que las de cualquier expedición anterior, ampliando nuevas tierras, las más septentrional en su día, y dando a conocer al mundo la vida y las costumbres del asentamiento esquimal de Etah. La expedición perdió solo tres hombres y paso a los anales de la exploración del ártico como el arquetipo de victoria sobre la derrota.